# Квинланд (Мериленд)
Квинланд (енгл. Queenland) насељено је место без административног статуса у америчкој савезној држави Мериленд.

## Демографија
По попису из 2010. године број становника је 1.929.
| Група             | 2000.    | 2010.         |
| Белци             | 0 (0,0%) | 338 (17,5%)   |
| Афроамериканци    | 0 (0,0%) | 1.492 (77,3%) |
| Азијати           | 0 (0,0%) | 14 (0,7%)     |
| Хиспаноамериканци | 0 (0,0%) | 38 (2,0%)     |
| Укупно            | 0        | 1.929         |